# Gazeta Muzyczna
Gazeta Muzyczna – polski miesięcznik muzyki rozrywkowej założony w 1992 roku przez gitarzystę rockowego Janusza Popławskiego, pierwszego redaktora naczelnego magazynu. Wydawany był przez gdyńską firmę Popławskiego – Professional Music Press, do 2005 roku.